# Sigiberto lo Zoppo
Sigoberto lo Zoppo, altrimenti detto Sigiberto o Sigeberto (... – 509 circa), è stato re dei Franchi situati nell'area di Zülpich (in latino Tolbiac) e Colonia.

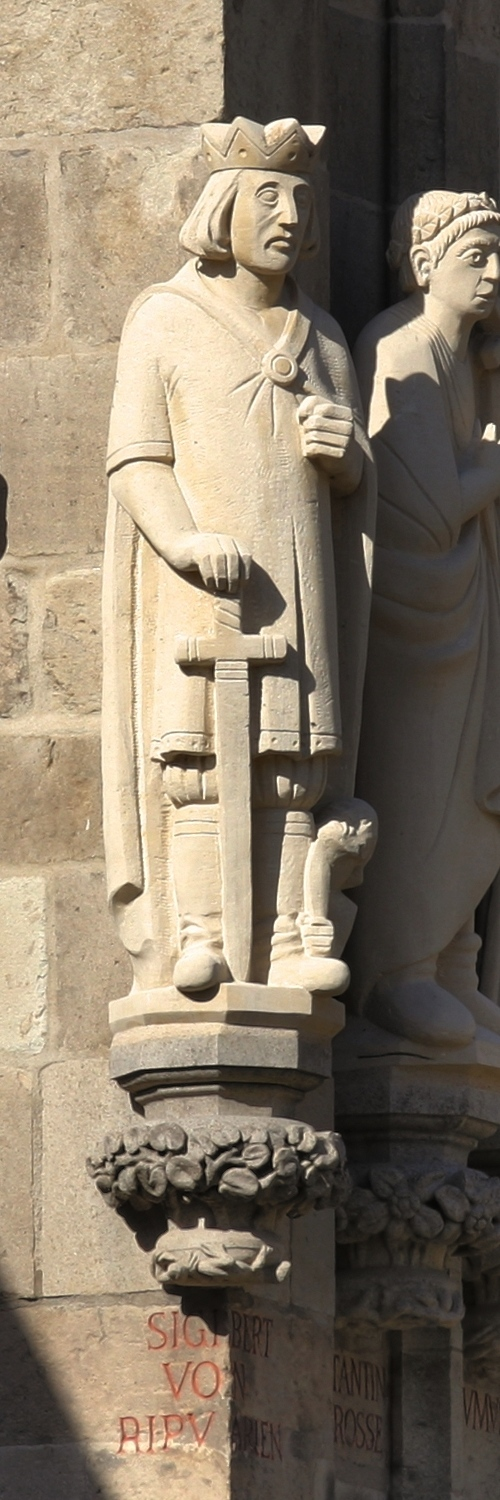
Sigiberto lo Zoppo

Fu presumibilmente ferito al ginocchio nella Battaglia di Tolbiac contro gli Alamanni.
Secondo Gregorio di Tours, egli fu assassinato da suo figlio Cloderico sotto istigazione di Clodoveo I, dopo la sua vittoria sui Visigoti (507). Clodoveo allora accusò Cloderico di assassinio e questi a sua volta venne ucciso. In questo modo Clodoveo diventa re del popolo di Sigoberto e Clodorico.
Gregorio afferma che Clodorico fosse assassinato nella stessa campagna in cui fu ucciso il re franco Cararico. Prima, Clodoveo uccise Ragnachar e i suoi fratelli.
Dopo tutti questi assassinii Gregorio ci dice che Clodoveo si lamentasse del fatto che egli non avesse lasciato più nessuna famiglia, sottintendendo che fra le sue proprie disgrazie ci fossero i parenti stretti.

## Fonti
- Gregorio di Tours. La Storia dei Franchi. vol 2. trad. inglese O. M. Dalton. Oxford: Clarendon Press, 1967.